# دویلیو سانتاگوستینو
دویلیو سانتاگوستینو (انگلیسی: Duilio Santagostino; ۱۵ آوریل ۱۹۱۴ – ۶ اکتبر ۱۹۸۲) بازیکن فوتبال اهل ایتالیا بود.
از باشگاه‌هایی که در آن بازی کرده‌است می‌توان به باشگاه فوتبال یوونتوس اشاره کرد.